# Tiktak

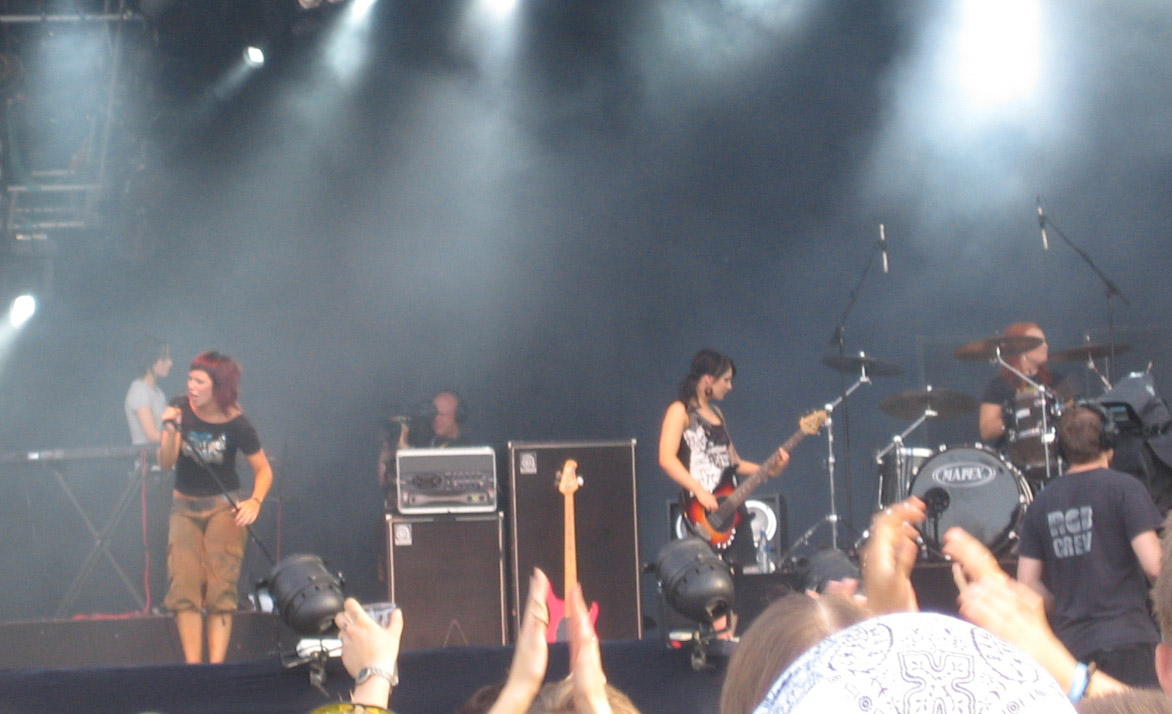

TikTak var en finländsk musikgrupp från Helsingfors, verksamma 1998-2007, bestående av sex flickor som vid starten var 13 år.
Tiktak fick sitt första skivkontrakt 1999. 

## Medlemmar
- Petra (sång)
- Tuuli (trummor, sång)
- Mimmu (bas, sång)
- Nea (keyboard)
- Emppu (gitarr)
- Noora (sång, gitarr).